# Saint-Gérand
Saint-Gérand (bret. Sant-Jelan) – miejscowość i gmina we Francji, w regionie Bretania, w departamencie Morbihan.
Według danych na rok 1990 gminę zamieszkiwało 871 osób, a gęstość zaludnienia wynosiła 48 osób/km² (wśród 1269 gmin Bretanii Saint-Gérand plasuje się na 629. miejscu pod względem liczby ludności, natomiast pod względem powierzchni na miejscu 557.).